# Max Abraham (editore)
Max Abraham (Danzica, 3 giugno 1831 – Lipsia, 8 dicembre 1900) è stato un editore musicale tedesco.

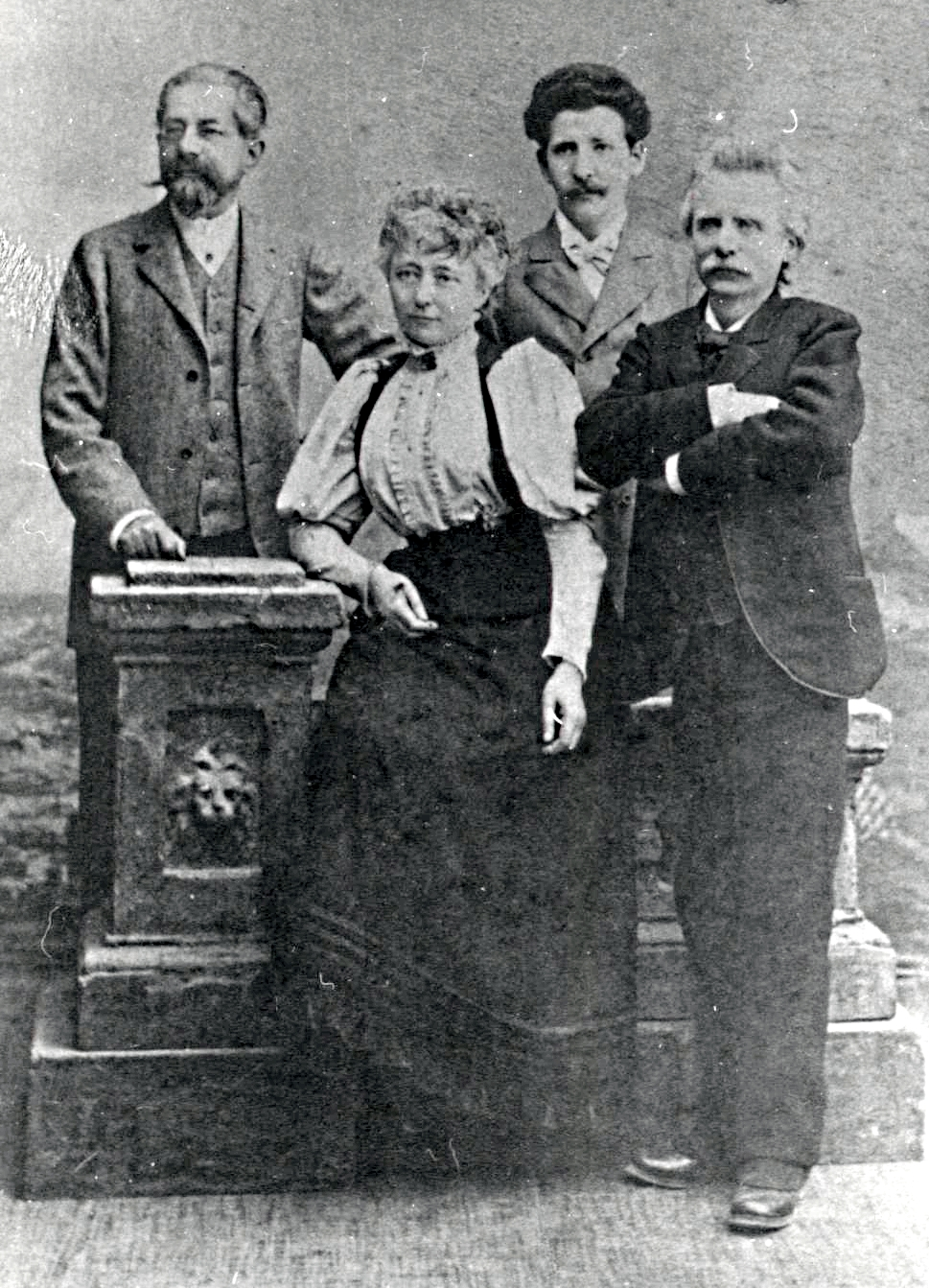
Max Abraham, Nina Grieg, Oscar Meyer, Edvard Grieg

Nacque a Danzica, Abraham divenne socio della casa editrice Peters nel 1863, divenne il proprietario unico nel 1880. Fondò la sua casa editrice Peters, e fu succeduto come capo dello studio dal nipote Henri Hinrichsen.